# 1758

## Родени
- Салих Ага,
- 6 май – Максимилиан Робеспиер, френски революционер
- 6 май – Андре Масена, френски маршал
- 11 декември – Карл Фридрих Целтер, немски композитор

## Починали
- 3 май – Бенедикт XIV, римски папа
- 27 август – Мария Барбара де Браганса, испанска кралица